# Power gating
El Power gating (control de potència) és una tècnica utilitzada en el disseny de circuits integrats per reduir el consum d'energia, tallant el corrent als blocs del circuit que no estan en ús. A més de reduir la potència d'espera o de fuites, el control de potència té l'avantatge d'habilitar les proves Iddq.

## Visió general
El control de potència afecta l'arquitectura de disseny més que el de rellotge. Augmenta els retards, ja que s'han d'entrar i sortir de manera segura als modes de control elèctric. Existeixen compromisos arquitectònics entre el disseny de la quantitat d'estalvi d'energia de fuga en els modes de baixa potència i la dissipació d'energia per entrar i sortir dels modes de baixa potència. L'aturada dels blocs es pot fer mitjançant programari o maquinari. El programari del controlador pot programar les operacions d'apagada. Es poden utilitzar temporitzadors de maquinari. Un controlador de gestió d'energia dedicat és una altra opció.
Una font d'alimentació amb commutació externa és una forma molt bàsica de reducció de potència per aconseguir una reducció de potència de fuga a llarg termini. Per apagar el bloc durant petits intervals de temps, la potència interna és més adequada. Els interruptors CMOS que proporcionen energia als circuits estan controlats per controladors de control de potència. Les sortides del bloc alimentat es descarreguen lentament. Per tant, els nivells de voltatge de sortida passen més temps al nivell de voltatge llindar. Això pot provocar un corrent de curtcircuit més gran.
El control de potència utilitza transistors PMOS de baixa fuita com a interruptors de capçalera per apagar les fonts d'alimentació a parts d'un disseny en mode d'espera o de repòs. Els interruptors de peu de pàgina NMOS també es poden utilitzar com a transistors de son. La inserció dels transistors de son divideix la xarxa d'alimentació del xip en una xarxa d'alimentació permanent connectada a la font d'alimentació i una xarxa d'alimentació virtual que impulsa les cèl·lules i es pot apagar.
Normalment, els transistors de voltatge llindar elevat (Vth) s'utilitzen per al control de potència en una tècnica coneguda de vegades com a CMOS multillindar (MTCMOS). La mida del transistor de son és un paràmetre de disseny important.
La qualitat d'aquesta complexa xarxa d'energia és fonamental per a l'èxit d'un disseny de potència. Dos dels paràmetres més crítics són la caiguda d'IR i les penalitzacions a l'àrea de silici i els recursos d'encaminament. El control de potència es pot implementar mitjançant enfocaments basats en cèl·lules o clusters (o gra fi) o un enfocament de gra gruixut distribuït.

## Paràmetres
La implementació del control de potència té consideracions addicionals per a la implementació del tancament del temps. Cal tenir en compte els següents paràmetres i escollir-ne els valors acuradament per a una implementació reeixida d'aquesta metodologia.
1. Mida de la porta elèctrica: s'ha de seleccionar la mida de la porta elèctrica per gestionar la quantitat de corrent de commutació en un moment donat. La porta ha de ser més gran de manera que no hi hagi caiguda de tensió mesurable (IR) a causa de la porta. Com a regla general, la mida de la porta es selecciona per ser al voltant de 3 vegades la capacitat de commutació. Els dissenyadors també poden triar entre la porta de capçalera (P-MOS) o de peu de pàgina (N-MOS). Normalment, les portes de peu de pàgina solen ser més petites en àrea per al mateix corrent de commutació. Les eines d'anàlisi de potència dinàmica poden mesurar amb precisió el corrent de commutació i també predir la mida de la porta elèctrica.
2. Velocitat de variació del control de la porta: en el control de potència, aquest és un paràmetre important que determina l'eficiència de la potència. Quan la velocitat de canvi és gran, es necessita més temps per apagar i encendre el circuit i, per tant, pot afectar l'eficiència de la potència. La velocitat de rotació es controla mitjançant la memòria intermèdia del senyal de control de la porta.
3. Capacitat de commutació simultània: aquesta limitació important es refereix a la quantitat de circuit que es pot canviar simultàniament sense afectar la integritat de la xarxa elèctrica. Si es commuta una gran quantitat del circuit simultàniament, el "corrent de punta" resultant pot comprometre la integritat de la xarxa elèctrica. El circuit s'ha de canviar per etapes per evitar-ho.
4. Fuga de la porta elèctrica: com que les portes de potència estan fetes de transistors actius, la reducció de fuites és una consideració important per maximitzar l'estalvi d'energia.

## Mètodes

### Ajust fi de Power gating
L'addició d'un transistor de son a cada cèl·lula que s'ha d'apagar imposa una gran penalització d'àrea i, de manera individual, la potència de cada clúster de cèl·lules crea problemes de temporització introduïts per la variació de voltatge entre clústers que són difícils de resoldre. El control de potència de gra fi encapsula el transistor de commutació com a part de la lògica cel·lular estàndard. Els transistors de commutació estan dissenyats pel proveïdor d'IP de la biblioteca o pel dissenyador de cèl·lules estàndard. Normalment, aquests dissenys de cel·les s'ajusten a les regles estàndard de cel·les normals i les eines EDA poden gestionar fàcilment per a la seva implementació.

### Ajust escalat de Power gating
L'enfocament de gra gruixut implementa els transistors de son d'estil de graella que condueixen les cèl·lules localment a través de xarxes d'alimentació virtual compartides. Aquest enfocament és menys sensible a la variació PVT, introdueix menys variació de caiguda d'IR i imposa una sobrecàrrega d'àrea més petita que les implementacions basades en cèl·lules o clústers. En el control de potència gruixut, el transistor de control de potència és una part de la xarxa de distribució d'energia en lloc de la cèl·lula estàndard.

### Cèl·lules d'aïllament
Les cèl·lules d'aïllament s'utilitzen per evitar el corrent de curtcircuit. Com el seu nom indica, aquestes cèl·lules aïllen el bloc de potència del bloc normalment activat. Les cèl·lules d'aïllament estan especialment dissenyades per a un corrent de curtcircuit baix quan l'entrada està al nivell de tensió llindar. Els senyals de control d'aïllament són proporcionats pel controlador de potència. L'aïllament dels senyals d'un mòdul commutable és essencial per preservar la integritat del disseny. Normalment, una lògica simple OR o AND pot funcionar com a dispositiu d'aïllament de sortida. A la pràctica, hi ha disponibles diversos esquemes de retenció d'estat per preservar l'estat abans que s'apaga un mòdul. La tècnica més senzilla és escanejar els valors del registre en una memòria abans d'apagar un mòdul. Quan el mòdul es desperta, els valors es tornen a escanejar des de la memòria.

### Registres de retenció
Quan s'utilitza el control de potència, el sistema necessita algun tipus de retenció d'estat, com ara escanejar dades a una memòria RAM i tornar-les a escanejar quan es torna a despertar el sistema. Per a aplicacions crítiques, els estats de memòria s'han de mantenir dins de la cel·la, una condició que requereix un fracàs de retenció per emmagatzemar bits en una taula. Això fa possible restaurar els bits molt ràpidament durant el despertar. Els registres de retenció són flip-flops especials de baixa fuita que s'utilitzen per contenir les dades dels registres principals del bloc de potència. Així, l'estat intern del bloc durant el mode d'apagada es pot retenir i tornar a carregar-hi quan el bloc es reactiva. Els registres de retenció sempre estan encesos. L'estratègia de retenció depèn del disseny. Un controlador de potència controla el mecanisme de retenció, com ara quan s'ha de desar el contingut actual del bloc de potència i quan s'ha de restaurar.